# Hinrich Baller

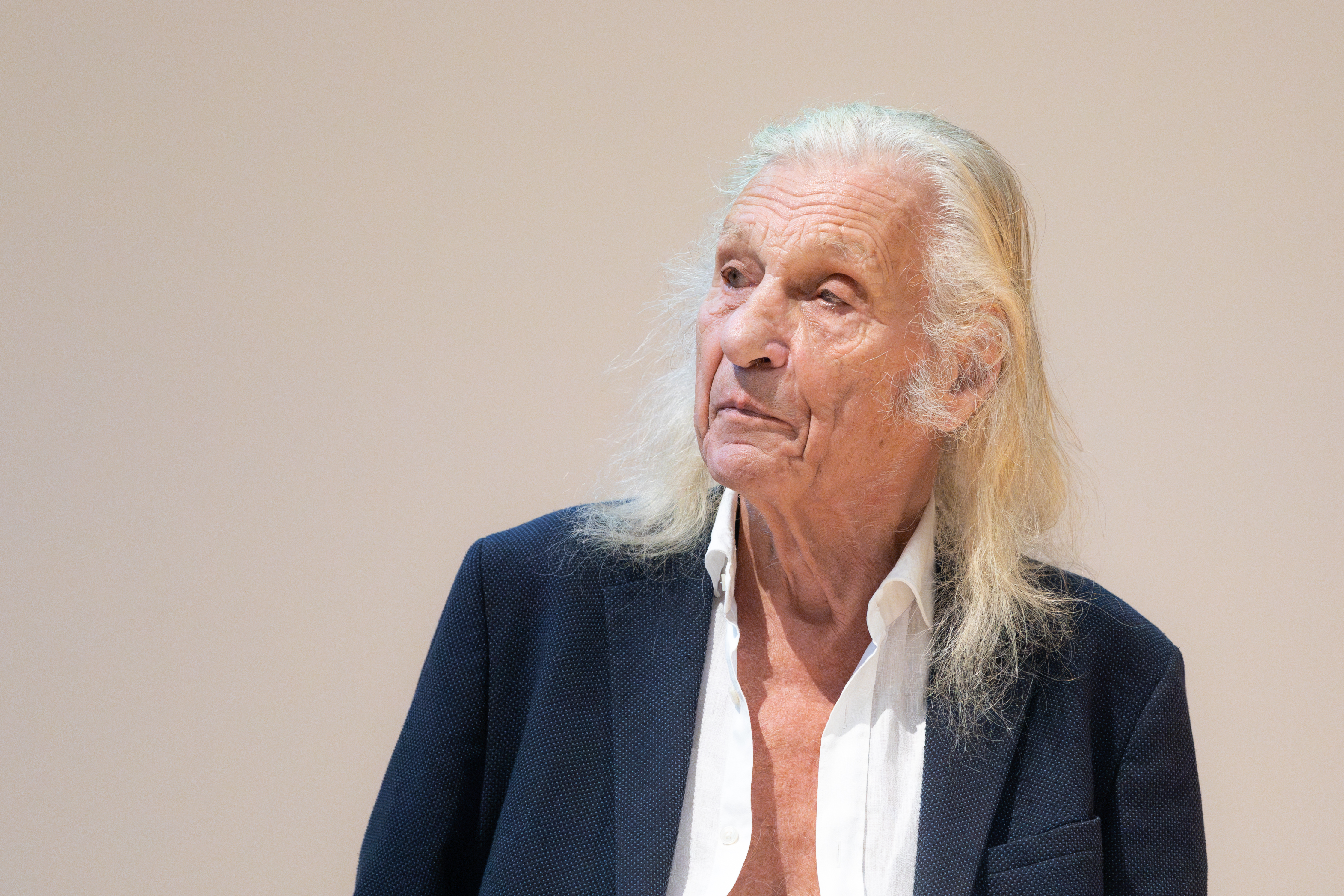
Hinrich Baller (2023)

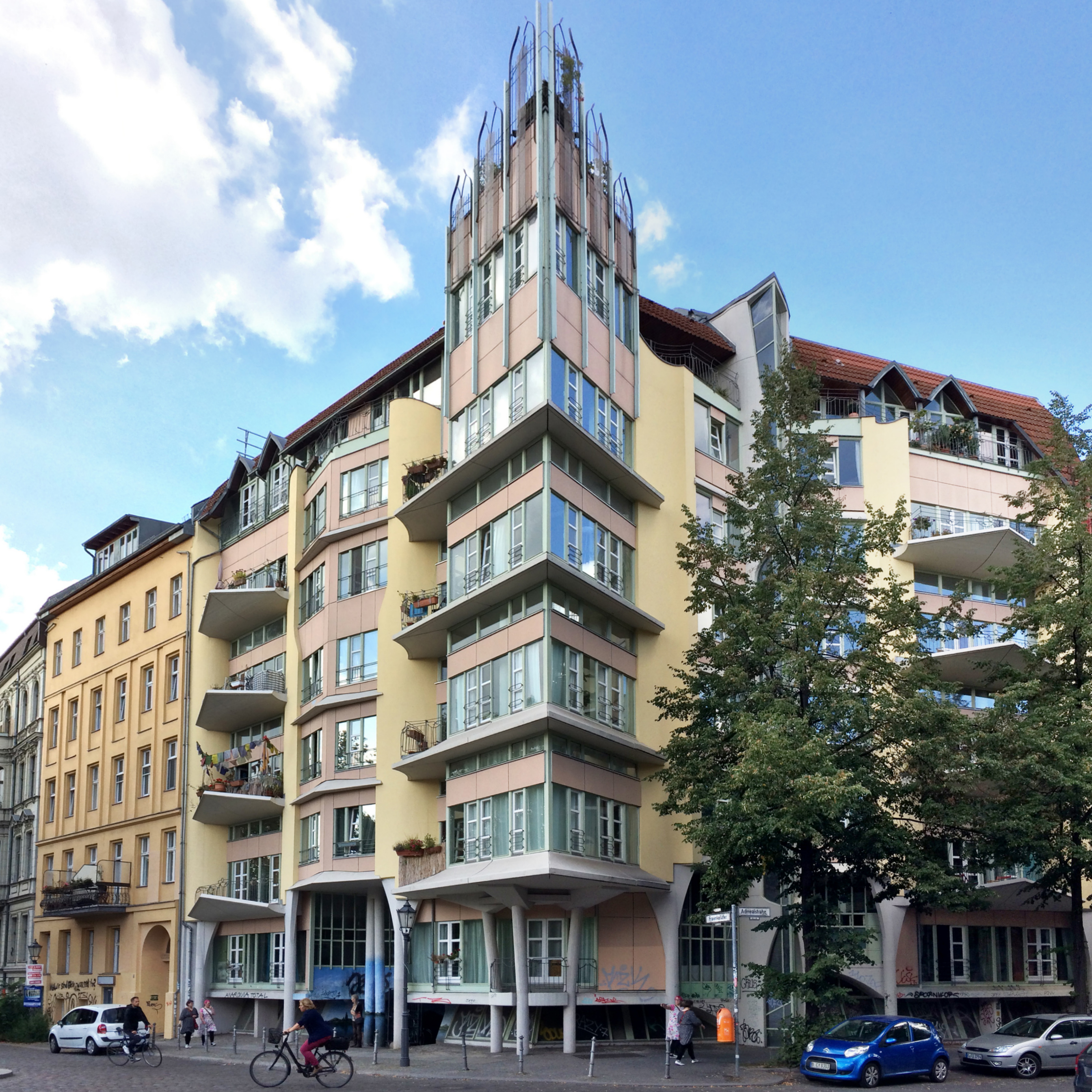
IBA-Wohnhaus Fraenkelufer, Ecke Admiralstraße, Berlin-Kreuzberg, 1982–1985 (Foto: 2016)

Hinrich Baller (* 4. Juli 1936 in Stargard; † 23. Juli 2025) war ein deutscher Architekt mit Arbeitsschwerpunkt Berlin. 

## Werdegang
Nach dem Abitur besuchte er zunächst eine Musikschule in Berlin. Doch bald wechselte er auf die Technische Universität Berlin, um Musik und Architektur zu studieren. Nach 20 Semestern erwarb er das Diplom und sah sich nun nach Schaffensmöglichkeiten um. In der Schweiz fand Hinrich Baller einen Gönner, der ihm Bauland auf einem Plateau im Zürcher Oberland bereitstellte, wo zusammen mit Inken Baller das Haus Bachmann entstand. So entstand Ballers erstes selbst entworfenes Haus im Jahr 1966 und prägte nach eigener Aussage seinen naturbezogenen Baustil.
In Berlin wurde er wissenschaftlicher Mitarbeiter bei Bernhard Hermkes an der TU Berlin. Bei dieser Tätigkeit lernte er seine erste Frau Inken kennen, und sie führten zwischen 1967 und 1989 in Berlin ein gemeinsames Architekturbüro. 1995 folgte die Scheidung. Von 1972 bis 2001 war Hinrich Baller Professor für Architektur an der Hochschule für Bildende Künste Hamburg. Obwohl er in der Hansestadt unterrichtete, lebte und arbeitete er in Berlin, wo er sich an zahlreichen Wettbewerben beteiligte, bis 1989 mit seiner ersten Ehefrau Inken Baller und ab den 1990er-Jahren mit Doris Piroth, die er 1995 heiratete.
Bis zu seiner Emeritierung 2001 behielt er seine Professur in Hamburg.
Im Jahr 2023 wurden Inken und Hinrich Baller für ihr gemeinsames Werk mit dem Großen BDA-Preis ausgezeichnet. Die Jury würdigte die „eigenständige und ökologisch geprägte Entwurfshaltung, die unter den Bedingungen des sozialen Wohnungsbaus zu erstaunlichen Lösungen jenseits des Mainstreams“ geführt habe. Auch wenn die eigenständige Ästhetik nicht unumstritten gewesen sei, so sei sie doch im Rückblick „aufmüpfig, fröhlich, sozial und von eigenwilliger Schönheit“.
Baller starb am 23. Juli 2025 im Alter von 89 Jahren. Mit Inken Baller hatte er zwei Töchter.

## SpeziellerBaller-Stil
Ballers Architektur ist eigenständig und folgt keiner zeitgenössischen Hauptströmung. Sie erinnert in Zügen an den Jugendstil oder die Organische Architektur, stützt sich aber verstärkt auf moderne Konstruktionsmittel wie Beton, Stahl und Glas. Seine Wurzeln sieht Baller bei den Architekten Bruno Taut, Bernhard Hermkes und Hans Scharoun. Beschreiben lässt sich der Stil vor allem durch die Wahl organischer freier Formen mit Verzierungen, aufschwingender Balkonlinien, spitzer Ecken, schiefer Winkel, tiefer Fenster und Räume, die sich ins Grüne hin öffnen. Darüber hinaus werden fast alle äußeren Metallteile der Bauten in mintgrün (= Farbe von oxidiertem Kupfer) lackiert, alle seine Wohnungen besitzen offene Küchen. Einen ähnlichen Baustil weisen in Berlin Gebäude des Architekten Johannes Friedrich Vorderwülbecke auf, die mit den Häusern von Hinrich Baller zunächst leicht zu verwechseln sind; sie kennzeichnen sich durch mehr Expressivität und weniger Farben. Als einem von wenigen Architekten gelang es Hinrich Baller an einigen Orten, die Berliner Stadtstruktur in ihrer hohen Baudichte und -schwere („steinernes Berlin“) aufzulockern. Er sieht seine Bauten auch als Beitrag des Konzeptes „Biotope City“, das in Großstädten weltweit Naturbereiche einzugliedern versucht. Die ebenso eindrucksvolle Landschafts- und Gartengestaltung vieler Bauten geht oft zurück auf seinen langjährigen Landschaftsarchitekten Raimund Herms.
In der Fachliteratur zu Architektur der Gegenwart und Architekturgeschichte kommen die Bauten von Baller kaum vor oder werden allenfalls als exotische Randerscheinung erwähnt. Die Wahrnehmung durch populäre Medien ist deutlich stärker. In den Jahren 2020 und 2021 erschienen Artikel auf den Webseiten von Monopol und Tip-Berlin. Das Newsletter-Magazin Ex Libris widmete Hinrich Baller eine ganze Ausgabe.

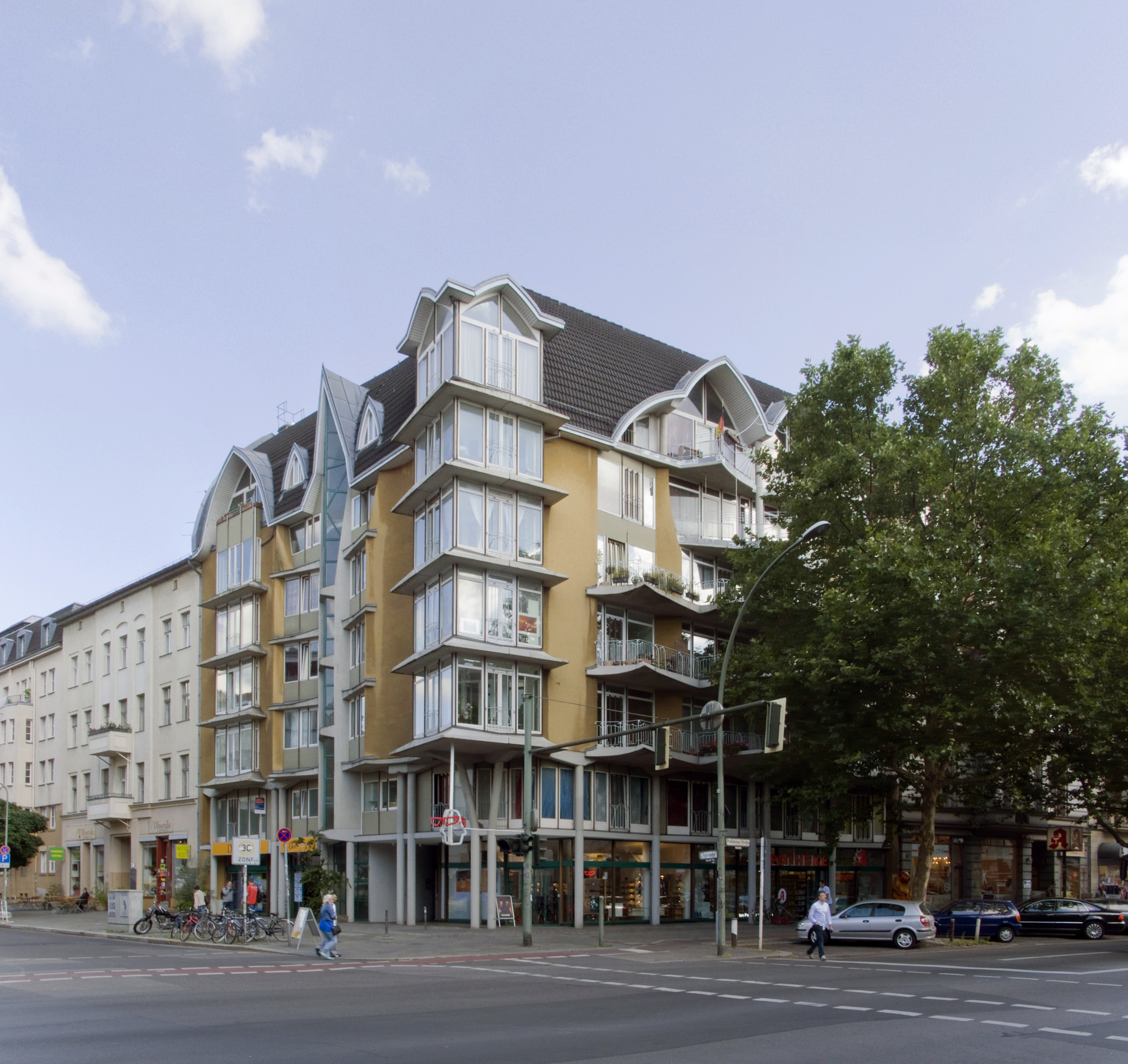
IBA-Wohnhaus Pohlstraße, Ecke Potsdamer Straße, Berlin-Tiergarten, 1982–1985 (Foto: 2020)

## Ausgeführte Bauten

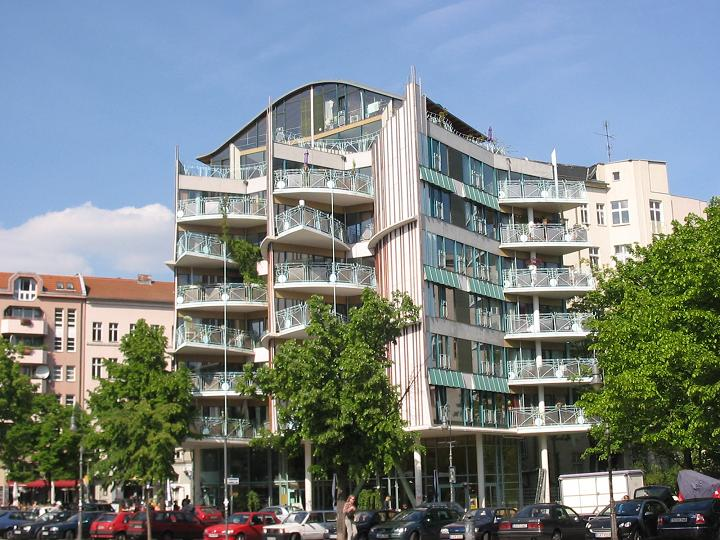
Baller-Wohnhaus am Winterfeldtplatz

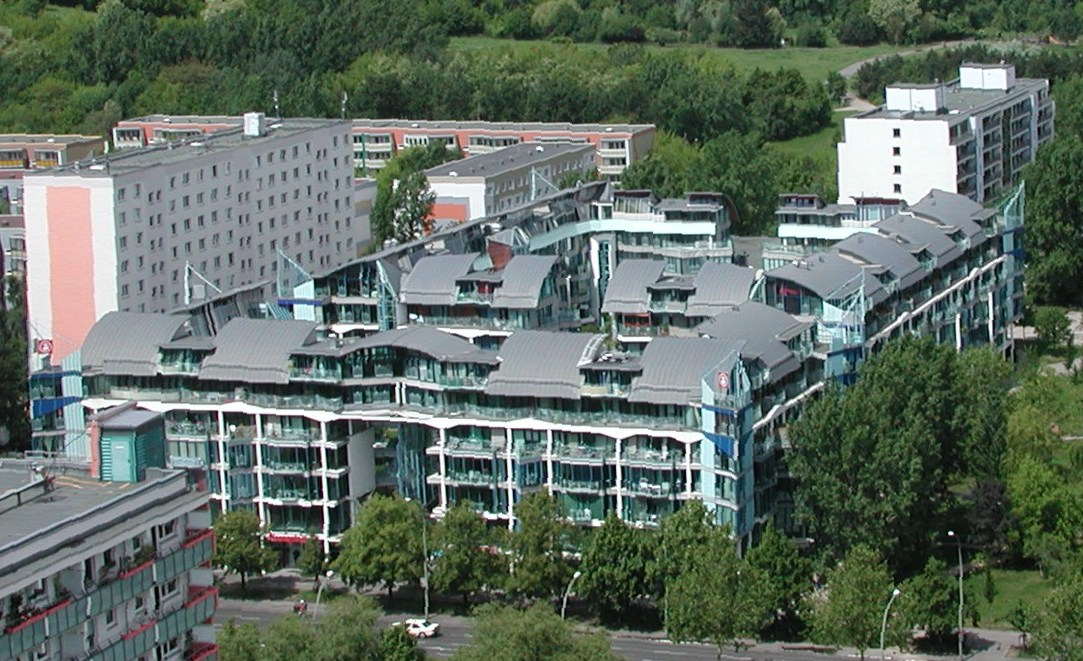
Einkaufszentrum Castello in Berlin-Fennpfuhl

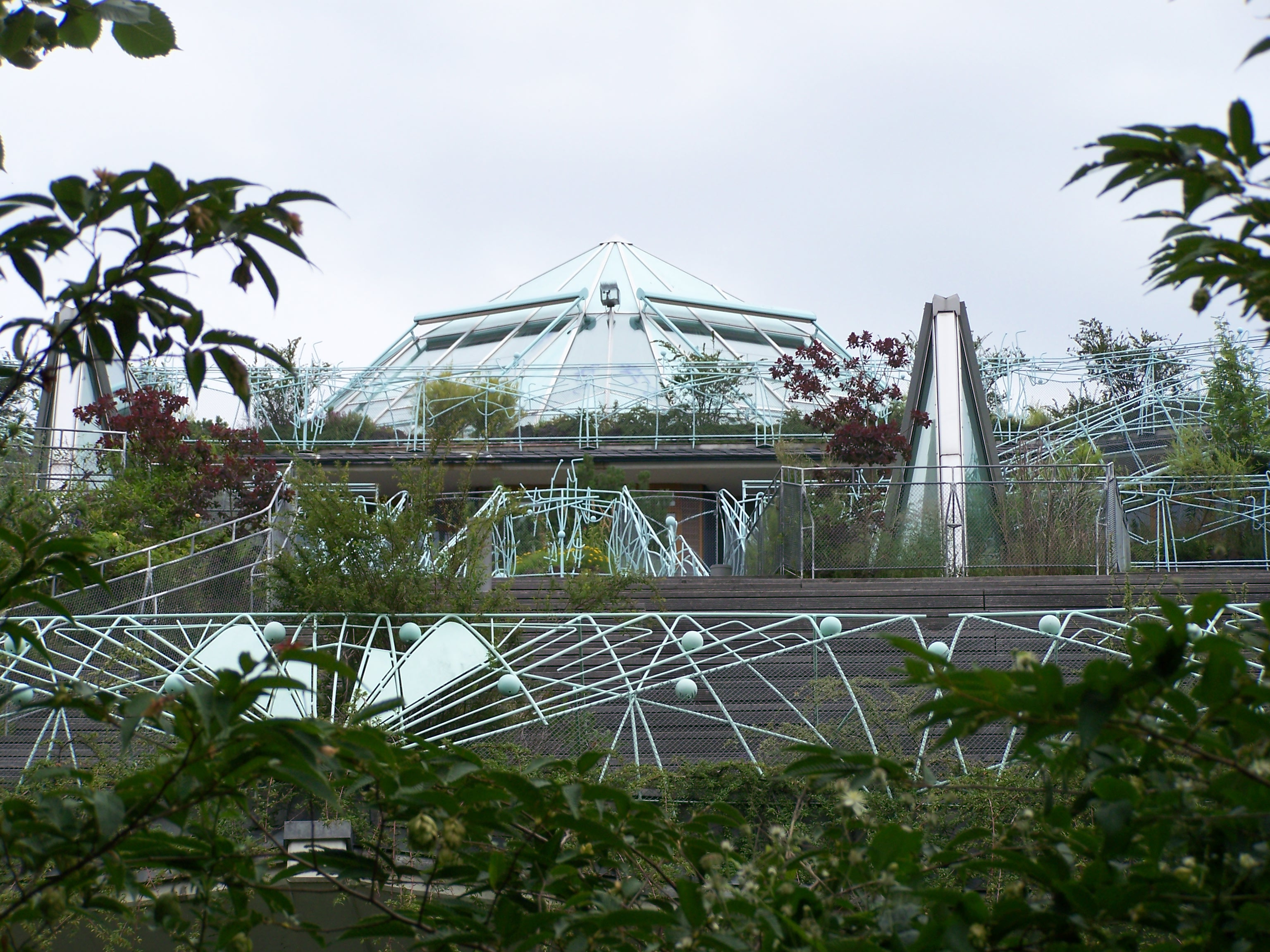
Spreewald-Grundschule in Berlin-Schöneberg

Zu den mehr als 100 realisierten Bauten von Hinrich Baller gehören unter anderem (chronologisch):
In Berlin
- 1973: Wohnhaus Beethovenstraße, Berlin-Lankwitz, mit Inken Baller und Volker Kranz[13]
- 1975–1976: Wohnhaus Stallstraße/Nithackstraße, Berlin-Charlottenburg, mit Inken Baller[14][13]
- 1976–1977: Umbau des sogenannten Aschinger-Hauses (1969–1973, Dietrich Garski), Joachimsthaler Straße 1–3, Berlin-Charlottenburg, mittlerweile abgerissen
- 1977–1978: Wohn- und Geschäftshaus Lietzenburger Straße 86, Berlin-Charlottenburg, mit Inken Baller[13]

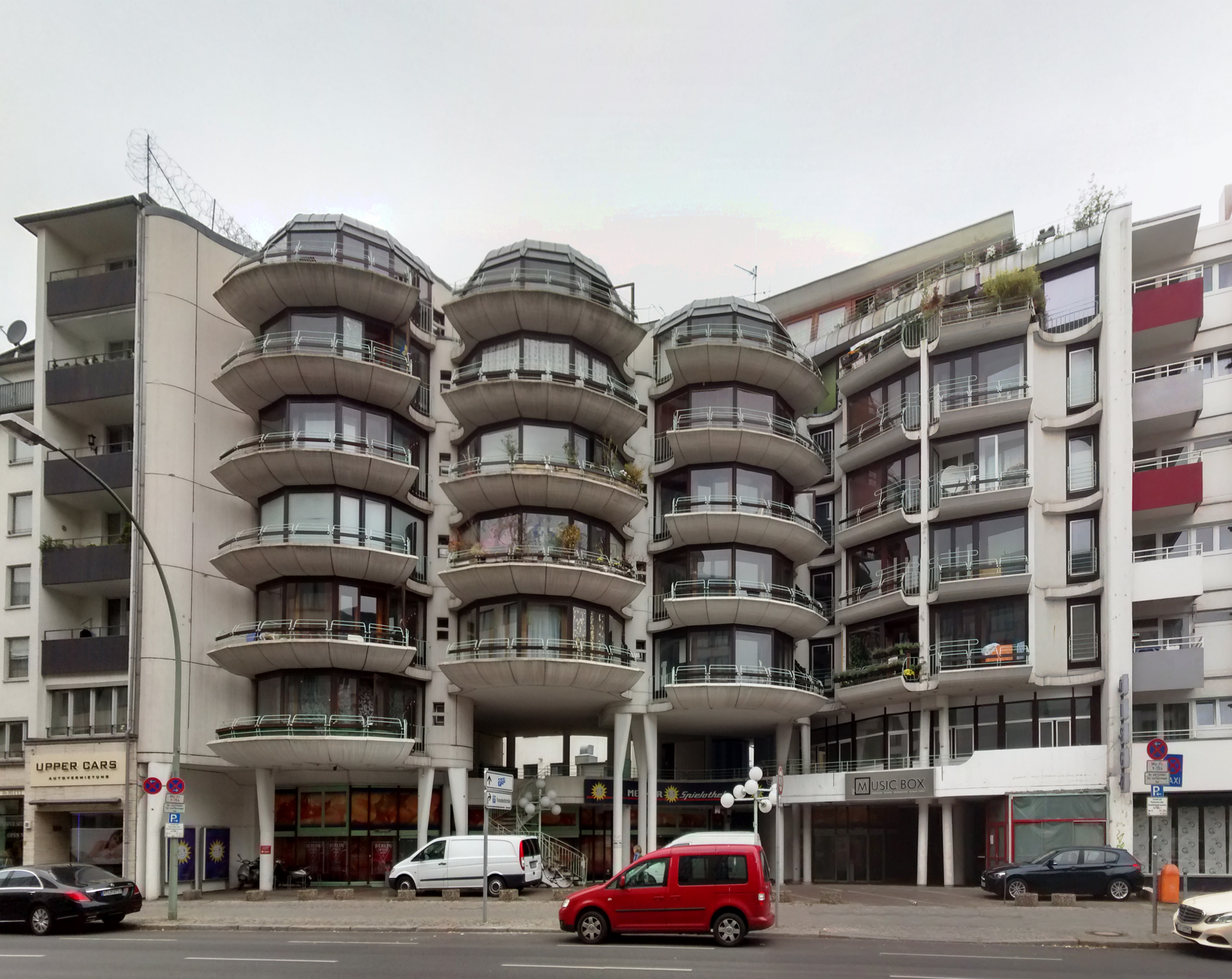
Wohn- und Geschäftshaus Lietzenburger Straße 86, Berlin-Charlottenburg, 1977–1978

- 1977–1978: Wohnhaus Hundekehlestraße, Berlin-Schmargendorf, mit Inken Baller[13]
- 1977–1982: Umbau Taut-Haus am Kottbusser Damm, Berlin-Kreuzberg,[15][13] mit Inken BallerUmbau Taut-Haus am Kottbusser Damm, Berlin-Kreuzberg, 1977–1982

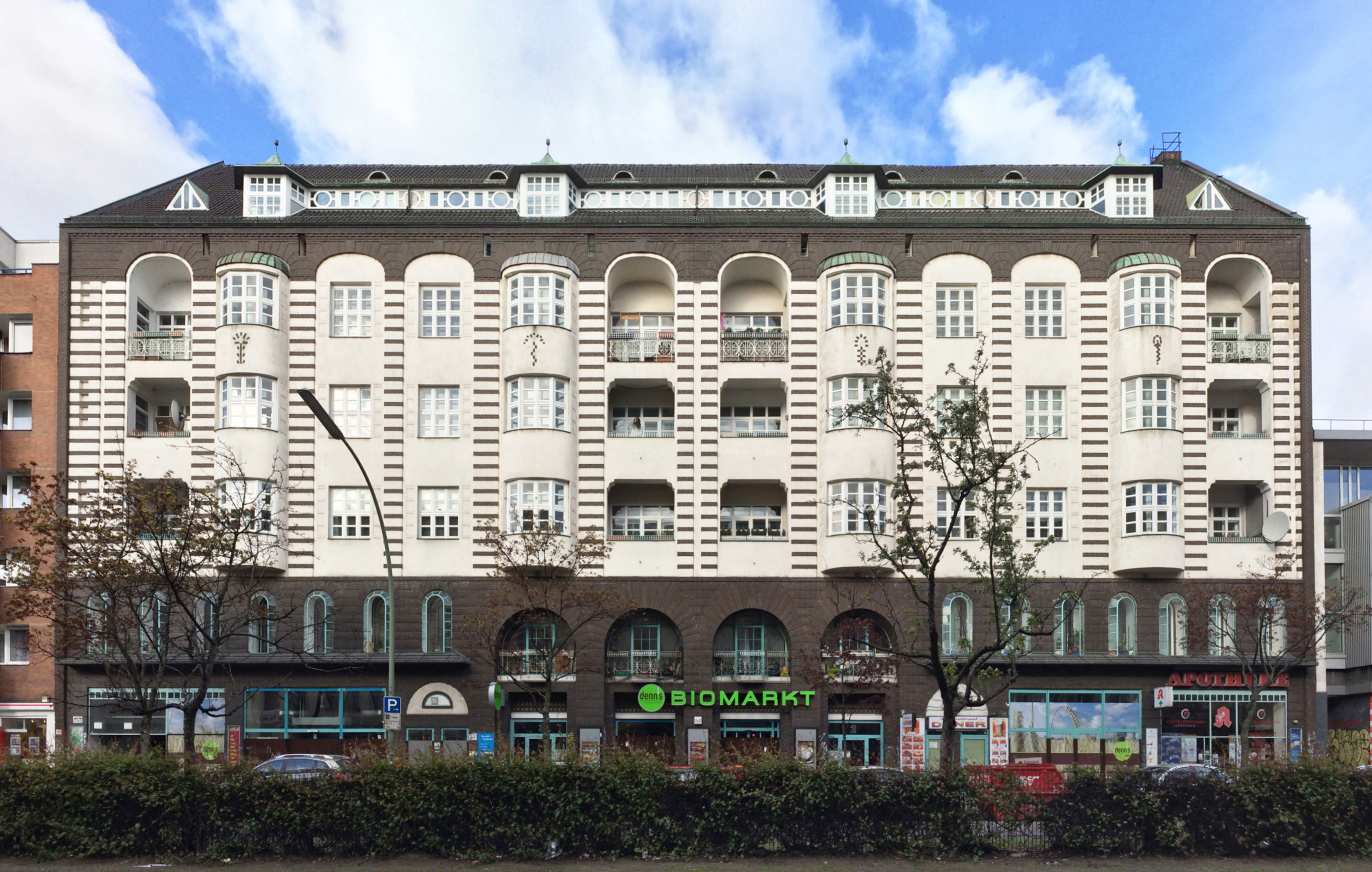
Umbau Taut-Haus am Kottbusser Damm, Berlin-Kreuzberg, 1977–1982

- 1979–1985: Brandwandbebauung[16] und Torhäuser[17][18][19] Fraenkelufer[20] Berlin-Kreuzberg im Rahmen der Internationalen Bauausstellung 1987 (IBA 87),[21][22] mit Inken Baller
- 1981–1983: Neubau des Philosophischen Instituts (mit Bibliothek) der Freien Universität Berlin an der Habelschwerdter Allee in Berlin-Dahlem, mit Inken Baller[23]
- 1982: Umbau Gleichrichtwerk Bastianstraße, Berlin-Gesundbrunnen, mit Inken Baller[24]
- 1982–1988: Freiraumgestaltung Wassertorplatz, Teil südlich der Gitschiner Straße (Neubepflanzung, Teich, Skulpturen und „Gartenbrücke“), Berlin-Kreuzberg[25]
- 1982–1986: IBA-Projekt Wohnhof LiMa, Markgrafenstraße, Berlin-Kreuzberg, als Kontaktarchitekt für Hermann Hertzberger, mit Inken Baller[21]
- 1980er Jahre: Wohnhaus Schustehrusstraße/Nithackstraße, Berlin-Charlottenburg, mit Inken Baller
- 1985–1990: IBA-Wohnhaus Lützowplatz 3, Berlin-Tiergarten, als Kontaktarchitekt für Peter Cook, mit Inken Baller[26]
- 1987–1988: Doppelstöckige Turn- und Sporthalle für die Oppenheim-Oberschule am Nassen Dreieck, Berlin-Charlottenburg,[27] Inken Baller[28]
- 1987: Wohngebäude in der Schloßstraße, Berlin-Charlottenburg, mit Inken Baller[3]
- 1987–1989: Wohnhaus Potsdamer Straße 101, Berlin-Tiergarten, IBA 87, mit Inken Baller (Entwurf 1982–1985)[21]
- 1990–1991: Villa Oehlertplatz 6, Berlin-Steglitz, mit Doris Piroth[29]
- 1991: Dachausbau Lietzenseeufer 8, eigene Wohnung, Berlin-Charlottenburg, mit Doris Piroth[29]
- 1991–1994: Bürogebäude Cicerostraße 20, Berlin-Wilmersdorf,[29] mit Doris Piroth, Bauingenieur Gerhard Pichler[30]
- 1994–1999: Sporthalle (Lilli-Henoch-Sporthalle) für die Spreewald-Grundschule,[31] Kindergarten und Wohngebäude am Winterfeldtplatz in Berlin-Schöneberg,[27] mit Doris Baller
- 1995–1996: Wohn- und Geschäftshaus Georg-Wilhelm-Straße 1, Berlin-Halensee,[29] mit Doris Baller
- 1996–1997: Wohn- und Geschäftshaus Krausnickstraße 23, Spandauer Vorstadt, Berlin-Mitte,[29] mit Doris Baller
- 1995–1997: Wohn- und Geschäftshaus am Henriettenplatz, Kurfürstendamm 115b, Berlin-Halensee, mit Doris Baller
- 1997: Wohnanlage Reichsstraße/Eschenallee, Berlin-Westend, mit Doris Baller
- 1998–2000 (August): Einkaufszentrum Castello, Berlin-Lichtenberg im Fennpfuhl, mit Doris Baller
- 2002: Umbau der Rosenhöfe an der Rosenthaler Straße in Berlin-Mitte,[32] mit Doris Baller
- 1998–2003: 144 Wohnungen, ursprünglich für Bundesbedienstete, am Preußenpark, Württembergische Straße 60–63, Berlin-Wilmersdorf,[27][29] mit Doris Baller, Bauingenieur Gerhard Pichler
- 2000er Jahre: Nachverdichtung Wohnquartier am Graetschelsteig, Wohnanlage Gatower Straße, Berlin-Staaken
- Umbau einer Scheune zum Wohnen.[33] Das Gebäude bietet eine Nutzfläche von insgesamt 300 m²

Außerhalb von Berlin
- 1966, Haus Bachmann, Schweiz, mit Inken Baller
- 1979, 1980–1982: Wohnsiedlung documenta urbana in Kassel, Gebäudeplanung (gemeinsam mit Inken Baller) und städtebauliche Planung (gemeinsam mit anderen)
- 1999–2002: Wohnhäuser an der Nuthestraße in Potsdam, bekannt unter dem Namen Nutheschlange.
- Um 1999: Terrassenhaus, am Humboldt-Ring in Potsdam Ost im Bereich der Nuthe-Schlange.

## Baumängel

### Gebäude am Winterfeldtplatz (Berlin)
Weil die Umzäunung des 2001 nach acht Jahren Bauzeit in Betrieb genommenen Gebäudes einer Sporthalle und Kindertagesstätte am Winterfeldtplatz in Berlin eher schmückendes Zierrat im Baller-Stil darstellte, haben sich wegen Leerstand des Gebäudes seit 2017 immer wieder Vandalen und Obdachlose Zugang in das Haus verschafft. Der Leerstand hat seine Ursache in Baumängeln, die seit etwa dem Jahr 2000 bekannt geworden sind: das Dach der Turnhalle ist undicht und die Folgen führten zu einem jahrelangen Rechtsstreit, der den Verursacher klären soll. Laut Architekt ist das Dach mit dem falsch aufgeschäumten Glas die Ursache für eindringende Nässe. Zudem hat das Bezirksamt die Gebäudenutzung ab 2017 untersagt, weil ein zweiter Fluchtweg fehlt und weil Bauprüfungen ergeben haben, dass die Holzkonstruktionen unter den Fenstern marode sind und ausgebessert werden müssen. Das Bezirksamt beruft sich auf die Verantwortung eines Architekten für seinen Bau.

### „Nutheschlange“ (Potsdam)
Hier wurden zwischen 1999 und 2002 zwei- bis dreigeschossige Reihenhäuser (mit mehr als 200 Wohnungen) im Verbund auf insgesamt 200 Pfähle gesetzt und stehen so teilweise an, teilweise in einem künstlichen Wasserlauf. Seit der Fertigstellung traten Schäden auf, die auf Ausführungsfehler und/oder auf Planungsfehler zurückgeführt werden. Der Bauherr und Verwalter (Pro Potsdam) gab für die Sanierung zwischen 2010 und 2024 rund 18 Millionen Euro aus. Um den Abriss des Kopfbaus, eines unbewohnbaren Terrassenhauses, gibt es einen Rechtsstreit.

## Baller-Gebäude in den Medien
- In der Netflix-Serie Unorthodox wohnt die Mutter der Protagonistin im Baller-Haus am Winterfeldtplatz.[37]
- Der Beitrag Joshua des Regisseurs Dani Levy in dem Film Deutschland 09 nutzt für entscheidende Szenen ebenfalls das Baller-Haus am Winterfeldtplatz.
- Das Ramones Museum Berlin befand sich in den Jahren 2008 bis 2017 in dem von Hinrich Baller errichteten Haus in der Krausnickstraße 23.